# George S. Hammond

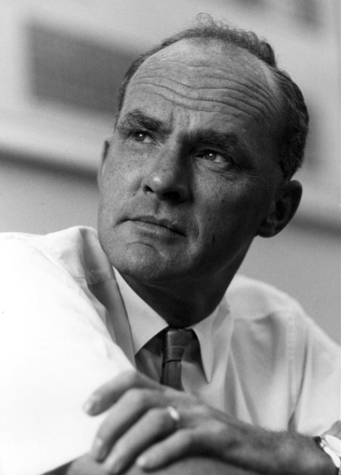
George S. Hammond

George S. Hammond (22.5.1921 - 5.10.2005) là nhà hóa học người Mỹ. Ông giảng dạy và nghiên cứu ở Đại học bang Iowa và Học viện Công nghệ California.
Trong khoa Quang hóa học, ông đã triển khai việc nghiên cứu tác động qua lại giữa ánh sáng và nhiều hợp chất hữu cơ khác nhau.
Ông được bầu vào Viện Hàn lâm Khoa học quốc gia Hoa Kỳ năm 1965 và cũng đã đoạt nhiều giải thưởng, trong số đó có giải Norris năm 1968, Huy chương Priestley năm 1976, Huy chương Glenn T. Seaborg năm 1994, Huy chương Khoa học quốc gia (Hoa Kỳ) năm 1995.
Định đề Hammond, cũng gọi là Định đề Hammond-Leffler, dựa trên tác phẩm của ông xuất bản năm 1955 mang tên "A Correlation of Reaction Rates".